# 大阪ひびきの街 ザ・サンクタスタワー
大阪ひびきの街 ザ・サンクタスタワー（おおさかひびきのまち ザ・サンクタスタワー）は、大阪府大阪市西区新町にある超高層マンションである。

## 概要
2010年まで大阪厚生年金会館が建っていた跡地にオリックス劇場と当マンションが建築された。

## 共用施設
- エスカレーターホール
- エントランスホール
- オーナーズラウンジ
- エレベーターホール
- ゲストルーム
- スタディルーム
- ペットルーム
- キッズルーム[3]

## 建築
- 階数 – 地上53階地下1階
- 高さ – 189.55m
- 施主 - オリックス不動産, 大京, 京阪電鉄不動産, 大和ハウス工業, アーバネックス（現 大阪ガス都市開発）
- 設計施工 – 大林組

## 交通機関

### 鉄道
- Osaka Metro 長堀鶴見緑地線西大橋駅 徒歩5分
- Osaka Metro 四つ橋線四ツ橋駅徒歩7分

## 近隣施設
- オリックス劇場
- サムハラ神社
- 長瀬産業大阪本社ビル
- 日本キリスト教会大阪西教会